# Iasenka-Stețova, Turka
Iasenka-Stețova (în ucraineană Ясенка-Стецьова) este un sat în comuna Zavadivka din raionul Turka, regiunea Liov, Ucraina.

## Demografie
Componența lingvistică a localității Iasenka-Stețova
     Ucraineană (100%)
Conform recensământului din 2001, toată populația localității Iasenka-Stețova era vorbitoare de ucraineană (100%).